# Ерлангер (Кентуккі)
Ерлангер (англ. Erlanger) — місто (англ. city) в США, в окрузі Кентон штату Кентуккі. Населення — 19 611 особа (2020).

## Географія
Ерлангер розташований за координатами 39°2′22″ пн. ш. 84°36′0″ зх. д. / 39.03944° пн. ш. 84.60000° зх. д. (39.039429, -84.600135).  За даними Бюро перепису населення США в 2010 році місто мало площу 22,03 км², з яких 21,58 км² — суходіл та 0,45 км² — водойми.

## Демографія
Згідно з переписом 2010 року, у місті мешкали 18 082 особи в 7092 домогосподарствах у складі 4715 родин. Густота населення становила 821 особа/км².  Було 7556 помешкань (343/км²).
Расовий склад населення:
| - 92,3 % — білих - 3,0 % — чорних або афроамериканців - 0,8 % — азіатів - 0,1 % — вихідців з тихоокеанських островів - 0,1 % — корінних американців - 1,5 % — осіб інших рас |

До двох чи більше рас належало 2,1 %. Частка іспаномовних становила 3,1 % від усіх жителів.
За віковим діапазоном населення розподілялося таким чином: 25,2 % — особи молодші 18 років, 63,0 % — особи у віці 18—64 років, 11,8 % — особи у віці 65 років та старші. Медіана віку мешканця становила 35,5 року. На 100 осіб жіночої статі у місті припадало 95,1 чоловіків;  на 100 жінок у віці від 18 років та старших — 91,3 чоловіків також старших 18 років.
Середній дохід на одне домашнє господарство  становив 66 981 долар США (медіана — 54 964), а середній дохід на одну сім'ю — 75 731 долар (медіана — 61 676). Медіана доходів становила 47 705 доларів для чоловіків та 39 101 долар для жінок. За межею бідності перебувало 10,9 % осіб, у тому числі 15,4 % дітей у віці до 18 років та 7,7 % осіб у віці 65 років та старших.
Цивільне працевлаштоване населення становило 9353 особи. Основні галузі зайнятості: освіта, охорона здоров'я та соціальна допомога — 19,1 %, мистецтво, розваги та відпочинок — 13,5 %, роздрібна торгівля — 11,4 %, виробництво — 11,4 %.